# Getula uncinata
Getula uncinata är en plattmaskart som beskrevs av Tor Karling 1978. Getula uncinata ingår i släktet Getula och familjen Koinocystididae. Inga underarter finns listade i Catalogue of Life.